# Toño Martín
Juan Antonio «Toño» Martín Díaz (El Tiemblo, Àvila, 9 d'abril de 1954 - Briviesca, Burgos, 9 de maig de 1991) va ser el cantant del grup madrileny de rock Burning. Compositor i veu dels quatre primers LP de la mítica banda. Influenciat pels Rolling Stones i Lou Reed, va dedicar la seva vida al rock and roll, sent considerat el millor vocalista que ha donat el rock en castellà.
El 9 de maig de 1991 va morir de sobredosi en Briviesca després de visitar a la seva dona i filla.

## Discografia

### Burning
| Any  | Nom                 | Segell      |
| ---- | ------------------- | ----------- |
| 1978 | Madrid              | Ocre-Belter |
| 1979 | Fin de la década    | Ocre-Belter |
| 1980 | Bulevard            | Ocre-Belter |
| 1981 | Atrapado en el amor | Belter      |

| Any  | Nom           | Segell                  |
| ---- | ------------- | ----------------------- |
| 1984 | Nací perdedor | No publicada oficalment |

### Singles - Inèdits
- Estoy ardiendo - I'm Burning (Gong-Movieplay, 1974).
- Like a shot (Gong-Movieplay, 1975).
- ¿Qué hace una chica como tú en un sitio como este? (Ocre-Belter, 1978. Inclou, en la cara B, la primera versió de la cançó Ginebra seca, cantada per Toño, que no està inclosa en cap altre format).

## Filmografia
| Any  | Nom                                                | Paper  | Director           |
| ---- | -------------------------------------------------- | ------ | ------------------ |
| 1978 | ¿Qué hace una chica como tú en un sitio como este? | Actor  | Fernando Colomo    |
| 1980 | Navajeros                                          | Música | Eloy de l'Església |